# Globba bicolor
Globba bicolor är en enhjärtbladig växtart som beskrevs av François Gagnepain. Globba bicolor ingår i släktet Globba och familjen Zingiberaceae. Inga underarter finns listade i Catalogue of Life.